# Ceiônio Próculo
Ceiônio Próculo (em latim: Ceionius Proculus) foi um oficial romano do século III, ativo no reinado dos imperadores Diocleciano (r. 284–305) e Maximiano. Em 289, foi cônsul sufecto em 1 de março.